# Johann Georg Walch

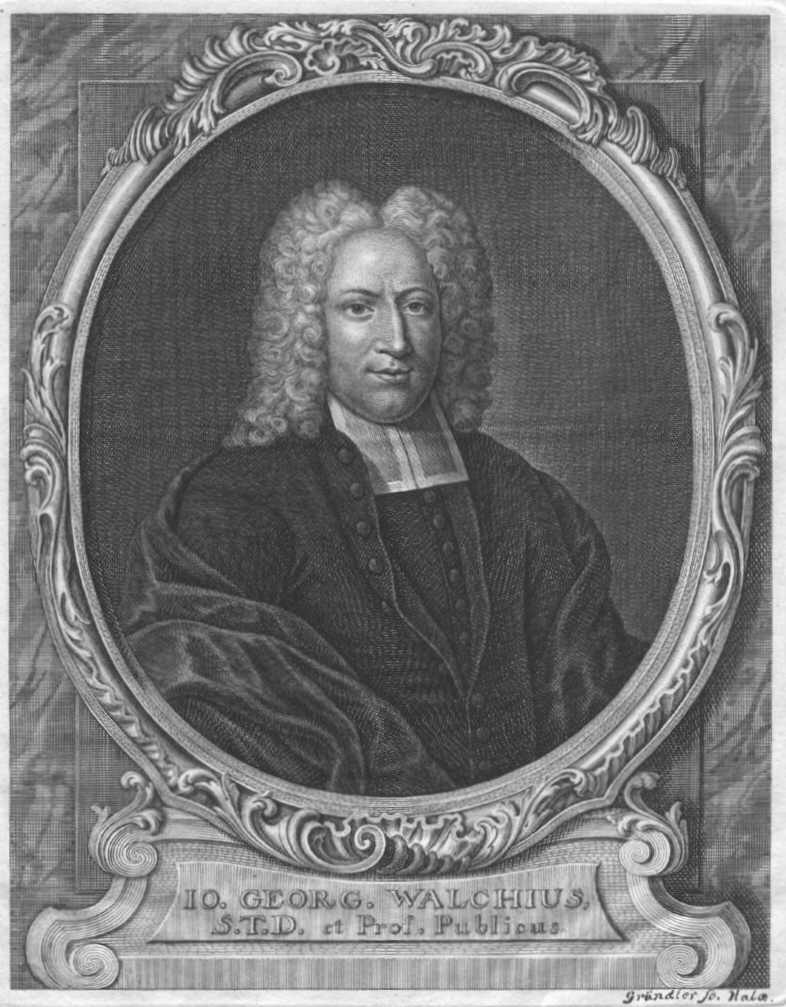
Johann Georg Walch, zeitgenössischer Kupferstich

Johann Georg Walch (* 17. Juni 1693 in Meiningen; † 13. Januar 1775 in Jena) war ein deutscher evangelisch-lutherischer Theologe und Lexikograf.

## Leben und Wirken
Johann Georg war der Sohn des sächsisch-meiningischen Generalsuperintendenten Georg Walch (* 3. Oktober 1656 in Lengsfeld; † 5. Oktober 1722) und dessen zweiter Frau Erdmuthe Margarethe Schmidt (* 1668 Schleusingen; † 1744). Nach dem Besuch der Schulen sowie des Gymnasiums in Meiningen begann er am 11. Februar 1710 ein Studium an der Universität Leipzig. Hier wurden unter anderem Ludwig Christian Crell, Christian Friedrich Börner, Johann Burckhardt Mencke, Gottfried Olearius, Karl Otto Rechenberg, Urban Gottfried Siber und Johann Friedrich Olearius seine Lehrer. 1713 erwarb er sich den akademischen Grad eines Magisters der Philosophie, beteiligte sich am Vorlesebetrieb der Hochschule und verfasste Beiträge für die Acta eruditorum sowie die Deutschen Acta eruditorum, zwei frühe Wissenschaftszeitschriften, in denen hauptsächlich Buchbesprechungen publiziert wurden.
1717 erhielt er einen Ruf nach Jena, wo er 1718 außerordentlicher Professor für Philosophie und Altertumskunde an der Universität Jena wurde. 1719 wurde er ordentlicher Professor für Rhetorik, zudem übernahm er 1722 den Lehrstuhl für Dichtkunst. 1722 erhielt er eine außerordentliche Professur der Theologie, promovierte 1726 zum Doktor der Theologie und avancierte 1728 zum ordentlichen Professor für Theologie. 1731 wurde er Assessor am Konsistorium, war Inspektor der Eisenacher Studenten und Kirchenrat von Sachsen-Eisenach. 1737 wurde er Inspektor der Anspachischen Studenten und Anspachischer Konsistorialrat. 1741 erhielt er zudem die Inspektion über die Meininger Studenten, womit er den Titel eines Meininger-Gothaer Kirchenrats erhielt und 1742 die Position eines Kirchenrats von Coburg-Saalfeld.
Er gab umfangreiche  Zusammenstellungen der Kirchen- und Dogmengeschichte heraus, besonders die „Historische und theologische Einleitung in die Religionsstreitigkeiten der evangelisch-lutherischen Kirche“ (1730–39), die „Historische und theologische Einleitung in die Religionsstreitigkeiten, welche sonderlich außer der evangelisch-lutherischen Kirche entstanden“ (1733–36) und die „Bibliotheca theologica selecta“ (1757–65). In einem auf Verlangen seines Landesherrn 1747 verfassten Gutachten setzte Walch sich mit dem Pietismus seiner Zeit auseinander und nahm gegen die Herrnhuter Brüdergemeine Stellung. 1740–53 gab er in 24 Bänden Luthers Werke auf Deutsch heraus.
Walch gehörte der akademischen Selbstverwaltung in Jena an und war in den Wintersemestern  1728, 1732, 1736, 1740, 1744, 1748, 1750, 1754, 1758, 1762 Rektor der Universität Jena.
Bedeutsam aus Sicht der Philosophiegeschichte sind sein Philosophisches Lexicon und seine Kontroversstücke gegen die Wolffsche Metaphysik.

## Familie
Walch war seit dem 27. Dezember 1718 verheiratet mit Charlotte Katharina Buddeus (* 26. Oktober 1700 in Jena; † 4. Juni 1766 ebenda), der einzigen Tochter des Theologen Johann Franz Buddeus. Aus der Ehe stammen neun Kinder:
- Charlotta Henrietta (* 5. Januar 1720 in Jena; † 5. Oktober 1723 ebd.)
- Carl Georg Franz (* 3. Juli 1722 in Jena; † 24. Juli 1722 ebd.)
- Carolina Wilhelmina (* 15. Januar 1724 in Jena; † 11. November 1724 ebd.)
- Johann Ernst Immanuel, verheiratet 27. Dezember 1753 mit Wilhelmina Fides Friderica Hallbauer
- Christian Wilhelm Franz, verheiratet 23. Mai 1762 mit Eleonora Friderica Crome
- Johann Franz Gottlob (* 23. Oktober 1728 in Jena; † 31. August 1744 ebd.), studierte Jura
- Adolph Friedrich (* 25. Januar 1731 in Jena; † 19. Februar 1746 ebd.)
- Karl Friedrich (* 22. September 1734 in Jena; † 20. Juli 1799 ebd.), Rechtsgelehrter, verheiratet I. 22. November 1762 mit Henrietta Amalia Tischer († 17. April 1772 in Jena), verheiratet II. 19. April 1774 mit Magdalena Maria Eccard
- August Georg (* 28. April 1738 in Jena; † 7. Februar 1744 ebd.)

## Veröffentlichungen (Auswahl)
- Gedancken vom philosophischen Naturell. Als eine Einleitung zu seinen philosophischen Collegiis aufgesetzet. Bötticher, Jena 1723. (Digitalisat)
- Kontroversstücke gegen die Wolffsche Metaphysik. 1724
- Io. Georgii Walchii Historia Critica Latinae Lingvae. Gleditsch, Leipzig 1729. (Digitalisat)
- Philosophisches Lexicon. 1726 (Digitalisat).
- Io. Georgius Walchius. Publii Ovidii Nasonis. Metamorphoseon. Libri XV. Weidemann, Leipzig 1731
- Historische und theologische Einleitung in die Religions-Streitigkeiten außer der Evangelisch-Lutherischen Kirche. Jena 1733–1736

Jena 1733–36. Faksimilie-Neudruck in 8 Bänden mit einem Nachwort von Dietrich Blaufuss: Frommann-Holzboog, Stuttgart-Bad Cannstatt 1972–1985, ISBN 978-3-7728-0288-1
- Historische und Theologische Einleitung in die Religions-Streitigkeiten der Evangelisch-Lutherischen Kirche. Jena 1733–1739.

Faksimile-Neudruck in 8 Bänden mit einem Nachwort von Dietrich Blaufuss: Frommann-Holzboog, Stuttgart-Bad Cannstatt 1972–1985, ISBN 978-3-7728-0287-4
- Dr. Martin Luthers sämtliche Schriften. Band I - XXIII in 25 Bänden. Herausgegeben von Dr. Joh. Georg Walch. Jena 1740–1753
  - Dr. Martin Luther Sämmtliche Schriften. Neue revidirte Stereotypausgabe. Concordia Publishing House, St. Louis, Mo. 1880–1910, catalog.hathitrust
    - Nachdruck der 2., überarbeiteten Auflage, St. Louis, Missouri, USA, Concordia Publishing House 1880–1910.  Gross-Oesingen: Verlag der Lutherischen Buchhandlung Heinrich Harms, 1986
- Einleitung in die theologischen Wissenschaften. Güth, Jena 1747. (Digitalisat der 2. Aufl. 1753)
- Io. Georgii Walchii Bibliotheca Patristica. Litterariis Adnotationibus Instructa. Croecker, Jena 1770. (Digitalisat)